# Chorvatský státní archiv

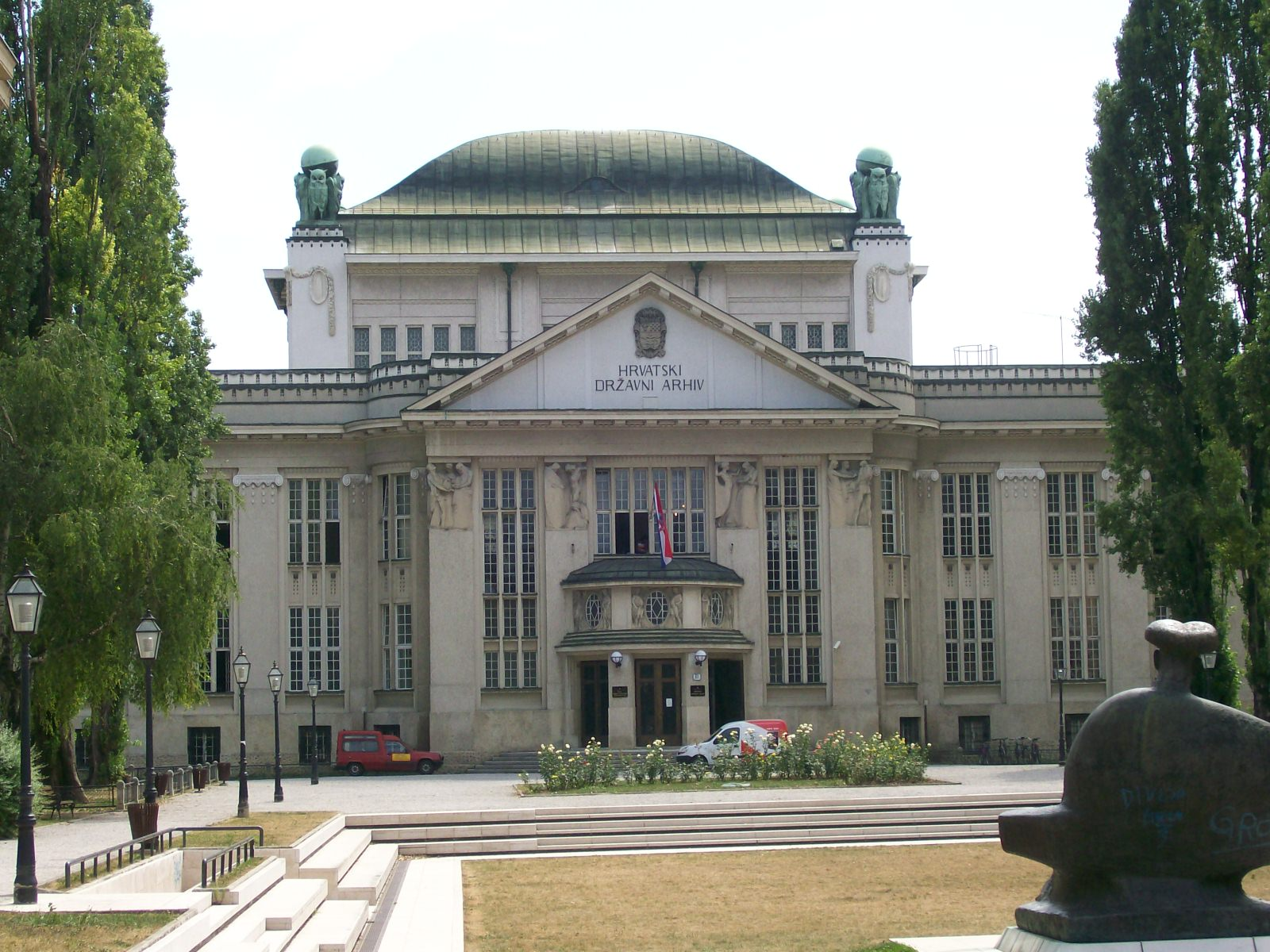
Budova archivu ve stylu Vídeňské secese v centru metropole Chorvatska Záhřebu.

Chorvatský státní archiv (chorvatsky Hrvatski državni arhiv, zkr. HDA) je ústřední archivní organizace, která působí na území Chorvatska. Je příslušná k shromažďování archivních materiálů v zemi. Odborně se věnuje získávání materiálů k archivaci, a to především od státních a veřejných institucí, právnických a fyzických osob, které působí na území Chorvatska.

## Historie
Rozvoj Chorvatského státního archivu jako ústřední chorvatské organizace v oblasti archivnictví probíhal v souvislosti s vznikem materiálů, které podléhají archivaci. První zemský archivář Ladislav Király byl jmenován pro území Chorvatska a Slavonie v roce 1744 a shromáždil materiály, které u sebe schraňovali bánové a další představitelé územních celků, které existují dnes v rámci Chorvatska. Od poloviny 19. století probíhal proces vytvoření archivu jako samostatné insituce. Po chorvatsko-uherském vyrovnání byl přijat Zákon o Zemském archivu, který také upravoval i způsob přístupu veřejnosti k jednotlivým materiálům, což otevřelo archivy především historikům a dalším odborníkům. Svoji současnou budovu má archiv od roku 1913 (společnou s Univerzitní knihovnou). Archiv působil jako separátní instituce i během existence Jugoslávie, svůj současný statut má od rozpadu státu a vzniku samostatného Chorvatska roku 1991.